# Igra SKATE
Igra SKATE (angleško Game of SKATE), tudi samo SKATE, je rolkarska igra, ki temelji na košarkarski igri HORSE. Ta igra je najbolj razširjena oblika »tekmovanja« med rolkarji, saj sta zanjo potrebna samo dva udeleženca in majhen pas prostora. Igro lahko igra tudi več igralcev hkrati, čeprav je večina iger odigranih med dvema udelžencema.
Eric Koston je leta 2003 oživel to igro z začetkom tekmovanja Eric Koston's éS Game of SKATE, ki ima danes mnogo podtekmovanj po celem svetu. Leta 2006 je Skatepark of Tampa kot zamenjavo tradicionalnega tekmovanja v vertikalnem rolkanju organiziral prvo igro SKATE na half-pipeu. Pravilom igre so dodali nekaj novih: vsak rolkar se je lahko odpovedal poizkušanju enega trika, ko pa je imel štiri črke je lahko trik poizkusil dvakrat.

## Pravila
Obstaja mnogo različic te igre, njihova skupno pravilo pa je, da rolkar dobi črko, če ne uspe ponoviti trika, ki ga je naredil nasprotik. Z vsakim trikom naslednjega izvaja drugi udeleženec. Igra se lahko igra tudi s katerokoli besedo.
Pogostih je tudi dodatno pravilo, da dobi črko izvjalec trika, če ga on ne izvede uspešno, uspe pa nasprotinku. Nekateri se dogovorijo tudi za dva poiskusa ali pa ponavljanje trika, če se ne morejo strinjati ali je bil odpeljan dovolj dobro.